# Rosenamarant
Rosenamarant (Lagonosticta rufopicta) är en fågel i familjen astrilder inom ordningen tättingar.

## Utseende och läte
Rosenamaranten är en liten astrild med mattbrun ovansida, röd undersida, röd näbb och ljusa undre stjärttäckare. Diagnostiskt är ljusa band utmed bröstsidorna, men dessa kan vara svåra att se. Olikt andra amaranter är könen lika. Arten liknar rödnäbbad amarant men skiljer sig på mörkare bruna teckningar på huvudet och banden på sidan av bröstet. Från andra amaranter skilder den sig genpm det ljusa under stjärten. Vanligaste lätet är ett lågt "chip" och sången består av en snabb kvittrande melodi.

## Utbredning och systematik
Rosenamarant delas in i två underarter med följande utbredning:
- L. r. rufopicta – förekommer från Senegal till Nigeria, norra Kamerun och Ubangi-Chari
- L. r. lateritia – förekommer i nordöstra Demokratiska republiken Kongo, Sydsudan, västra Etiopien, Uganda och västra Kenya

## Levnadssätt
Rosenamaranten hittas i en rad olika miljöer, som öppna lövskogar, buskage, savann och jordbruksmarker. Den ses vanligen i par eller smågrupper.

## Status
Arten har ett stort utbredningsområde och beståndet anses stabilt. Internationella naturvårdsunionen IUCN listar den därför som livskraftig (LC).